# Vuelo 7216 de DHL de Guatemala
El vuelo 7216 de DHL Aero Expresso (D07216) fue un vuelo de carga internacional entre el aeropuerto internacional Juan Santamaría, de Costa Rica, y el aeropuerto internacional La Aurora, de Ciudad de Guatemala. El 7 de abril de 2022, un avión Boeing 757-27A, matrícula HP-2010DAE, mientras realizaba el servicio D07216, se accidentó en el aeropuerto costarricense con dos tripulantes a bordo.
El vuelo despegó a las 9:34 a. m. hora local (UTC-6:00) del aeropuerto Juan Santamaría con destino al aeropuerto internacional La Aurora para realizar entrega de carga. Sin embargo, mientras sobrevolaba la localidad costarricense de San Carlos la aeronave declaró emergencia por problemas hidráulicos, por lo que tomó la decisión de retornar a la terminal aérea, previo patrón de espera para quemar combustible, y tocó tierra a las 10:25 a. m. (hora local).
De acuerdo con los vídeos grabados desde el aeropuerto, la aeronave derrapó en la pista de aterrizaje 07, viró al sur por la calle de rodaje Kilo y se despistó, estrellándose en una zanja al frente de la estación de Bomberos de Costa Rica y se partió en dos.
El piloto y copiloto fueron evacuados en condición estable para posterior evaluación.

## Aeronave
La aeronave accidentada era un Boeing 757-27A, número de serie 29610 LN:904, empleado por DHL Aero Expresso para sus vuelos de carga; e impulsado por dos motores Pratt & Whitney PW2037.
Fue fabricado en el año 1996 y comenzó operaciones como un avión de pasajeros. Su primer vuelo ocurrió el 7 de diciembre de 1999 a cargo de la aerolínea Far Eastern Air Transport, hasta el año 2002 cuando pasó a manos de EVA Air y luego en 2003 de regreso a Far Eastern que lo operó hasta el 13 de mayo de 2008 cuando cesó operaciones. El 2 de noviembre de 2010 pasó a manos de Aerolease y fue convertido en un carguero en octubre de ese mismo año para ser empleado por DHL Aero Expresso.
En el período previo al siniestro el aparato voló con bastante frecuencia transportando carga entre las ciudades de San José, Ciudad de México, Ciudad de Guatemala y otras de América Latina.
El 11 de febrero del 2022 el avión accidentado realizó un aterrizaje de emergencia sin flaps en el Aeropuerto Internacional de la Ciudad de México, luego de declarar emergencia. El 26 de marzo del 2022 el mismo avión aterrizó de emergencia en el aeropuerto Juan Santamaría de Costa Rica poco después de despegar con destino a Guatemala, tras sufrir pérdida de presurización en la cabina.

## Accidente

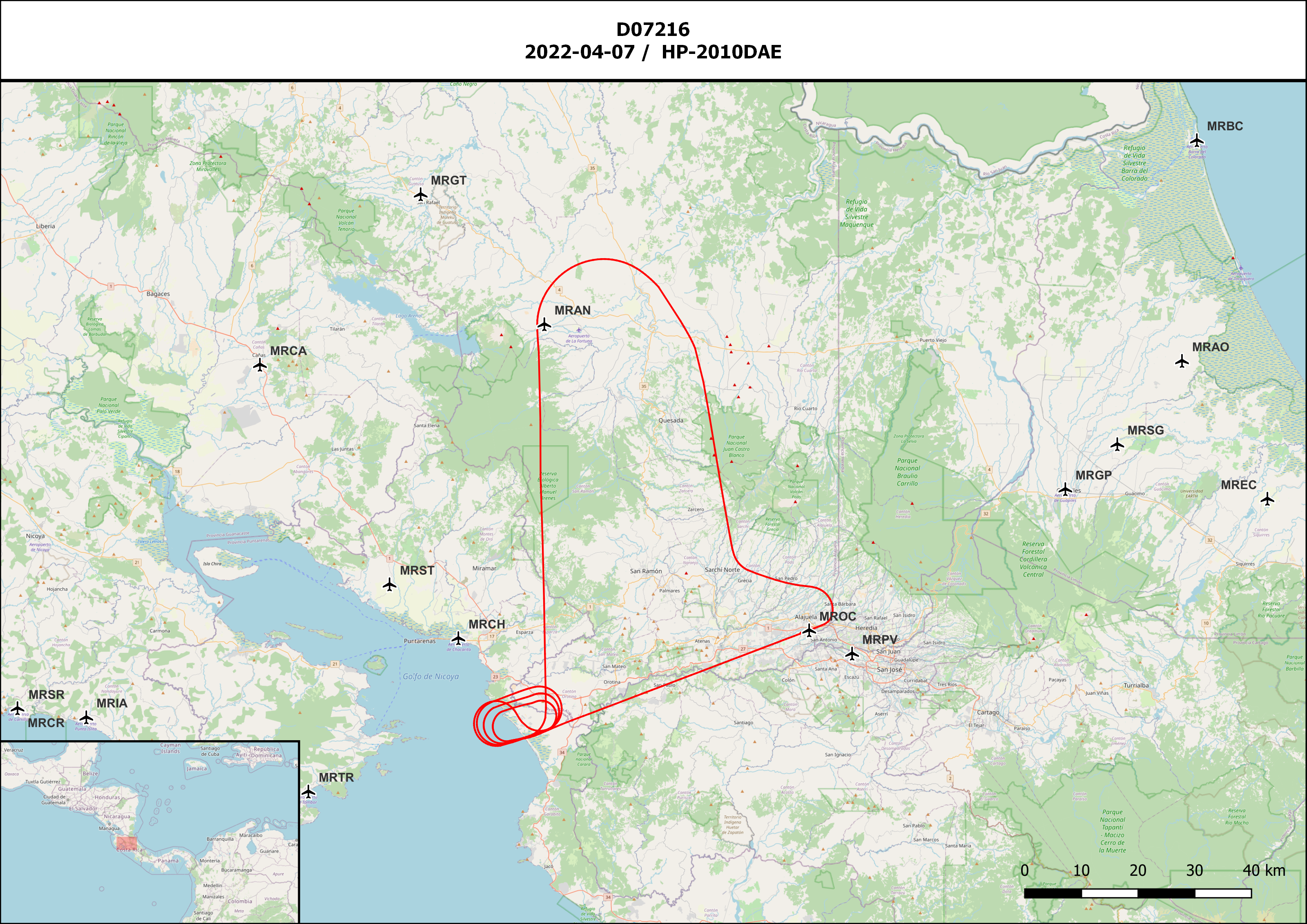
Trayectoria del avión accidentado, despegando y aterrizando en el Aeropuerto Juan Santamaría.

Luis Eduardo Miranda Muñoz, subdirector de la Dirección General de Aviación Civil de Costa Rica indicó a los medios de prensa que el avión declaró emergencia cuando se encontraba 35 millas (56 kilómetros) al norte del aeropuerto Juan Santamaría y a una altitud de 19 mil pies (5.79 kilómetros).
El piloto, de origen guatemalteco, notificó a la torre de control que tenían problemas con el servicio hidráulico por lo que solicitaba retornar al aeropuerto dirigiéndose primero a la zona de espera ubicada 25 millas al suroeste del aeropuerto, sobre la costa del Pacífico de Costa Rica. A las 10:00 a. m. el piloto al mando declaró emergencia y solicitó instrucciones para descender en la pista 07.

Control: Juliet-Oscar-Sierra siete dos uno seis, mayday, mayday, mayday. Tenemos problemas de sistema hidráulico izquierdo. Tenemos dos almas a bordo. Tenemos 2 horas 30 minutos de combustible. Haciendo holding en la posición Parza 13.000. Como mercancías tenemos líquido corrosivo. Vamos a preparar nuestra aeronave para poder hacer un aterrizaje de emergencia por la falla del sistema hidráulico izquierdo.
Piloto

Al momento de tocar tierra los pilotos accionaron los frenos, sin embargo, debido a los problemas hidráulicos del lado izquierdo empezaron a derrapar en la pista de aterrizaje. El avión dio un giro de 180 grados hasta precipitarse en una zanja aledaña a la calle que comunica la terminal aérea con la estación del Benemérito Cuerpo de Bomberos de Costa Rica, donde se partió en dos a la altura de la cola. Las alas del avión, los dos motores, el tren de aterrizaje y el fuselaje sufrieron daños de consideración. 
La aeronave no explotó ni se generó un incendio. El director general de Bomberos, Héctor Chaves, informó que los tanques de combustible en las alas del avión se encontraban en estado "íntegro" y que se descartó la presencia de materiales peligrosos. Bomberos movilizó un total de catorce unidades vehiculares para atender la emergencia, entre tanquetas, unidades de ataque rápido, de manejo de materiales peligrosas, extintoras, ambulancias y cisternas.

### Transcripción de la situación en tierra
- 15:58 UTC - JOS7216: Coco Control, JOS 7216, mayday, mayday, mayday. Tenemos problemas de sistema hidráulico izquierdo. Tenemos dos almas a bordo. Tenemos 2 horas 30 de combustible. Haciendo holding sobre la posición Parza 13.000. Como mercancías tenemos líquido corrosivo. Vamos a preparar nuestra aeronave para poder hacer un aterrizaje de emergencia por la falla del sistema hidráulico izquierdo.
- 15:58 UTC - MROC Del/GND/Twr/App/Center/Misc: JOS 7216 recibido. Finalizando ese patrón autorizado directo Tomas para la aproximación ILS-Z pista 07, descienda para 9000 pies.
- 16:02 UTC - MROC Del/GND/Twr/App/Center/Misc: En El Coco está actualmente en progreso una emergencia por un 757 en aproximación final a 07. El Coco no está aceptando tránsito hasta que puedan desalojar esa aeronave.
- 15:17 UTC - JOS7216: Torre El Coco, muy buenos días nuevamente JOS7216. Establecidos en el localizador e iniciando aproximación ILS-Z a la pista 07.
- 16:17 UTC - MROC Del/GND/Twr/App/Center/Misc: JOS 7216, Coco Torre, pista 07, viento 250 grados, 10 nudos, QNH 30.04, pista 07, autorizado para aterrizar.
- 15:17 UTC - JOS7216: Con 30.04, pista 07, autorizado a aterrizar el JOS7216.
- 15:17 UTC - MROC Del/GND/Twr/App/Center/Misc: Para el JOS 7216, los servicios de emergencia están debidamente notificados para su llegada.
- 15:25 UTC - [El vuelo JOS 7216 derrapa sobre la pista de aterrizaje, gira 180 grados, se precipita en la zona de seguridad y se parte en dos]
- 15:25 UTC - MROC Del/GND/Twr/App/Center/Misc: Aeroméxico 690, tránsito en la pista. Aparentemente se accidentó, me están informando. No tenemos hora prevista de apertura del mismo.
- 15:25 UTC - MROC Del/GND/Twr/App/Center/Misc: SANSA 1019 y AZT, SANSA 1069: Aeronave accidentada en El Coco, no tenemos hora prevista de apertura.

Siglas
- MROC Del/GND/Twr/App/Center/Misc: Control de tierra, torre, aproximación, central, y misceláneo del aeropuerto.

Transcripción

## Consecuencias
Los dos tripulantes del avión no sufrieron heridas de gravedad y fueron trasladados al hospital debido a que su estado nervioso se encontraba alterado.
Desde que declaró emergencia sobre la zona de espera Parza, el aeropuerto Juan Santamaría estuvo cerrado y así se mantuvo hasta por un lapso de cinco horas. Una vez finalizaron las labores de inspección de la única pista de despegue y aterrizaje que tiene la terminal, se autorizó su reapertura. Una treintena de vuelos comerciales y de carga se vieron afectados por el cierre de operaciones temporal; varios de los aviones fueron desviados a su aeropuerto alterno y los vuelos internacionales cuyo destino era Costa Rica aterrizaron en el Aeropuerto de Guanacaste en Liberia, Guanacaste, forzando a los pasajeros a realizar un viaje de cinco horas en vehículos terrestres para llegar a la capital.